# Грубин, Натан Борисович
Натан Борисович Грубин (27 марта 1893, Кременчуг — 17 января 1945) — советский дирижёр и педагог. Заслуженный деятель искусств Белорусской ССР (1940). Профессор.

## Биография
Окончил Петроградскую консерваторию (1917).
В 1925—1937 и 1941—1945 работал в театрах оперы и балета Харькова, Свердловска, Самары, Перми, Ташкента. В 1938—1941 главный дирижёр Государственного театра оперы и балета БССР.
Преподавал в Белорусской (1940—1941) и Ташкентской (1941—1945) консерваториях.

### Постановки
- «В пущах Полесья» А. Богатырёва
- «Царская невеста» Н. Римского-Корсакова
- «Пиковая дама» П. Чайковского
- «Сказки Гофмана» Ж. Оффенбаха

## Награды
- Орден «Знак Почёта» (31.05.1937) — за выдающиеся заслуги в деле развития узбекского музыкального и танцевального искусства[1]
- Медаль «За трудовое отличие» (20.06.1940) — за выдающиеся заслуги в деле развития белорусского театрального и музыкального искусства